# Franjo Dolči de Vicković
Franjo Dolči de Vicković (Dubrovnik, 1742. - Manastir Stanjevići, Crna Gora, 1805.), hrvatski katolički svećenik (opat), po rođenju dobio ime Franjo/Frančesko, od 1785. do 1805. bio osobni tajnik crnogorskoga državnoga poglavara i mitropolita Petra I. Petrović Njegoša, u povijesnoj literaturi poznat kao opat Dolči.
Najprije je bio svećenik pri Crkvi Sv. Petra u Beču. S crnogorskim vladarom Petrom je Dolči 1785. putovao u Carsku Rusiju. 
Za Petrove vladavine Dolči mu je bio desna ruka, upućen u sve aspekte crnogorske politike toga doba; govorio je, poput Petra, nekoliko jezika i obavljao je najdelikatnije diplomatske zadaće.

## Urota
Godine 1802. austrijske su okupacijske vlasti u Boki kotorskoj Dolčija smatrale glavnim organizatorom pobuna slavenskog pučanstva na tom području, te su o tome izvjestile Rusiju, navodeći da je Dolči u urotničkoj vezi s austrijsko-ruskim zajedničkim neprijateljem Napoleonovom Francuskom. 
Rusi su od 1803. preko svoga specijalnog emisara u Boki kotorskoj, ruskog grofa i generala Marka Ivelića (podrijetlom iz Risna) i ruskoga  arhimandrita Stefana Vučetića, te tijekom 1804. i preko svoga konzula u Boki kotorskoj Aleksandera Iosifovicha Mazurevskog, nastojali na svaki način Dolčija kompromitirati i ukoloniti ga s Cetinja. 
No, kao zaštitnik Dolčija ispriječio im se crnogorski vladika Petar.

## Ruska misija
Početkom studenoga 1803. grof Ivelića i arhimandrit Vučetić, trebali su Petra I. i Crnogorce odvratiti od navodnih težnji da surađuju s Francuzima. 
Ruski državni kancelar A.R. Voroncov je gorfu Iveliću 28. listopada 1803. godine predao Gramatu ruskog Cara Gubernatorima i Vojvodama Crnogorskim i Brdskim slavenosrpskih oblasti i instrukcije da pridobije što veći broj Crnogoraca i odvoji ih od vladike Petra.

## Optužbe Ruske crkve
Skupa s ovim ruskim akcijama, stigla je i gramata Svetoga Sinoda Ruske pravoslavne crkve od 11. listopada 1803. u kojoj su pobrojani i konkretni propusti u vršenju crkvene službe, za šta je odgovornim smatran crnogorski vladika Petar koji je u gramati ruskih arhijereja pozvan da (citati koji slijede izvorno, na crnogorskom) 
te da bi 
Iz ovoga se vidi da je Ruski sinod također Dolčija, kao katoličkog svećenika, sumnjičio da mu je zapravo cilj organiziranje konverzije pravoslavnih Crnogoraca u katoličanstvo.
Petru je gramatom stavljano na znanje da će mu zvanje crkvenoga poglavara biti oduzeto 
i da će biti pozvan 
.  
Taj je novi "pastrir" trebalo da bude ruski arhimandrit Vučetić.

## Crnogorci odbacuju optužbe
Praviteljstvo suda crnogorskog i brdskog se  3. srpnja 1804., obratilo pismima Caru Rusije, ruskom Ministarstvu vanjskih poslova i grofu Iveliću.
U njima je najprije istaknuta potpuna neovisnost i samostalnost Crne Gore spram Rusije, kako u crkvenom tako i u državnom pogledu, jer je gašenjem Pećke patrijaršije 1766. godine...
, tj. da 
, te da 

## Premetačina
Kao “zlobni neprijatelj ruskoga dvora”, optužen je  Dolči. Prema takvim napadima Petar se najprije odnosio sa “hladnoćom i velikom uzdržanošću”. 
No, u drugoj poloviici 1804. su ruski pritisci ojačali. Konzul Mazurevski uspio ishoditi premetačinu Dolčijevih osobnih stvari u manastiru Stanjevići, gdje je, doista, pronađena njegova prepiska s Francuzima.

## Suđenje
Organizirano je tijekom studenoga 1804. pred Praviteljstvom suda crnogorskog i brdskog suđenje opatu Dolčiju, gdje je najprije bio osuđen na smrt, no presuda je potom zamijenjena doživotnom robijom.
Presuda Abatu Dolčiju od 27. studenoga 1804. karakterizira, prema mišljenju crnogorskog povjesničara dr. Radoslava Raspopovića, "odsustvo bilo kakve pravne forme":

## Smrt
Dolči je 1805. umro u Stanjevićima pod nedovoljno jasnim okolnostima. Postoje nedokazane tvrdnje da je otrovan.

## Vanjske poveznice
- Dr.Radoslav Raspopović: O djelovanju ruskoga konzulata u Kotoru 1804.-1806.g.